# 라구나 베르데
라구나 베르데(스페인어: Laguna Verde, 영어: Lagoon Green, 녹색 호수)는 볼리비아의 알티플라노 남서쪽, 해발 4,300m에 위치한 염호(鹽湖)이다.
호수에는 다량의 구리 침전물이 포함되어 있는데, 이 때문에 호수 수면 위로 바람이 불 때 초록색의 빛을 띤다.

## 지리학적 정보
길이는 3.7km이며 폭도 2.3km에 달한다. 그 면적은 5.2km2이다. 호수 둘레는 10km에 이르며, 좁은 물길로 라구나 블랑카와 연결되어 있다.

## 관광
칠레와의 국경에 위치한 해발 5920m의 리칸카부르 화산과 더불어 멋진 장관과 온천으로 알려져 있는 관광명소이다.

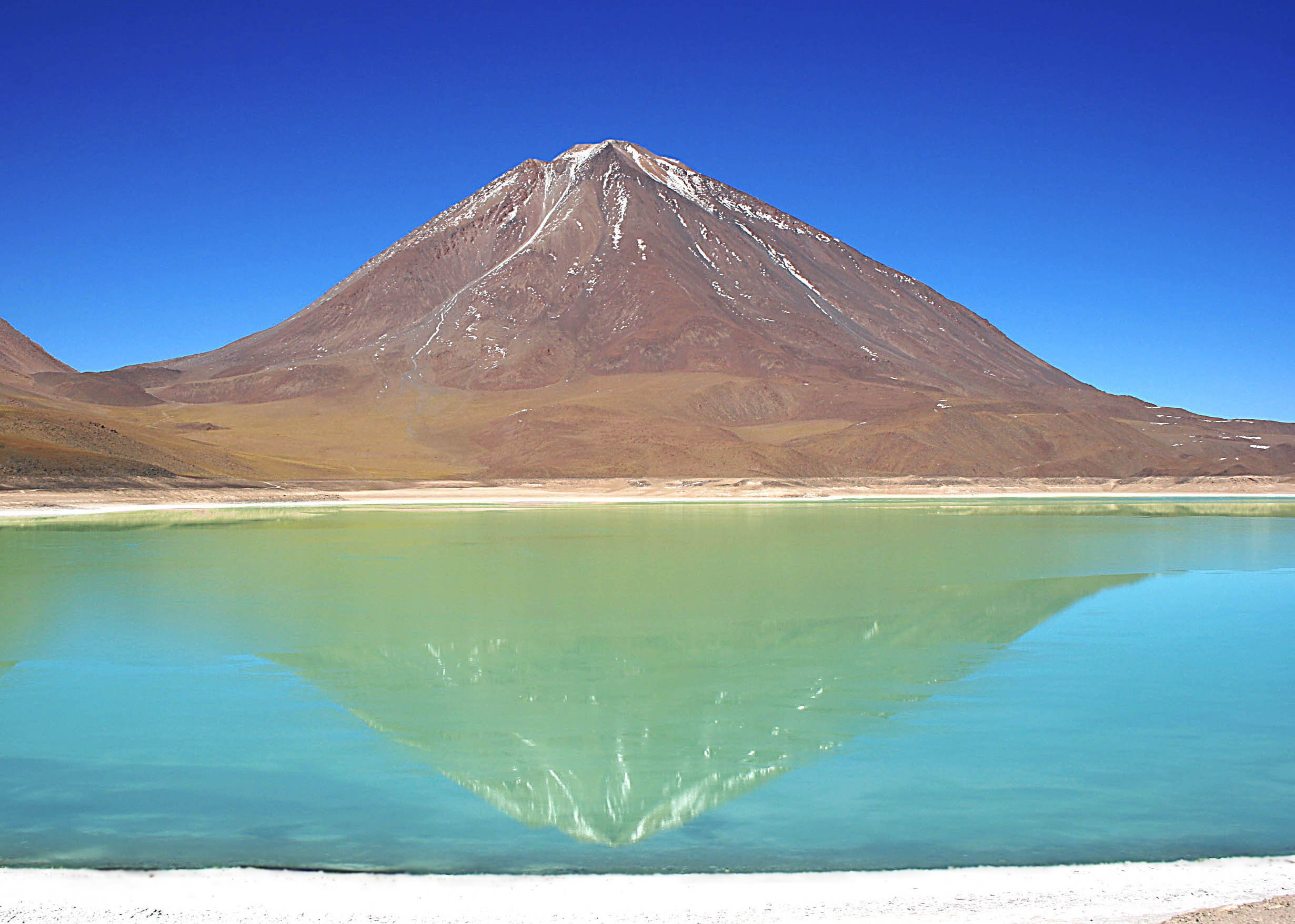
라구나 베르데와 리칸카부르 화산
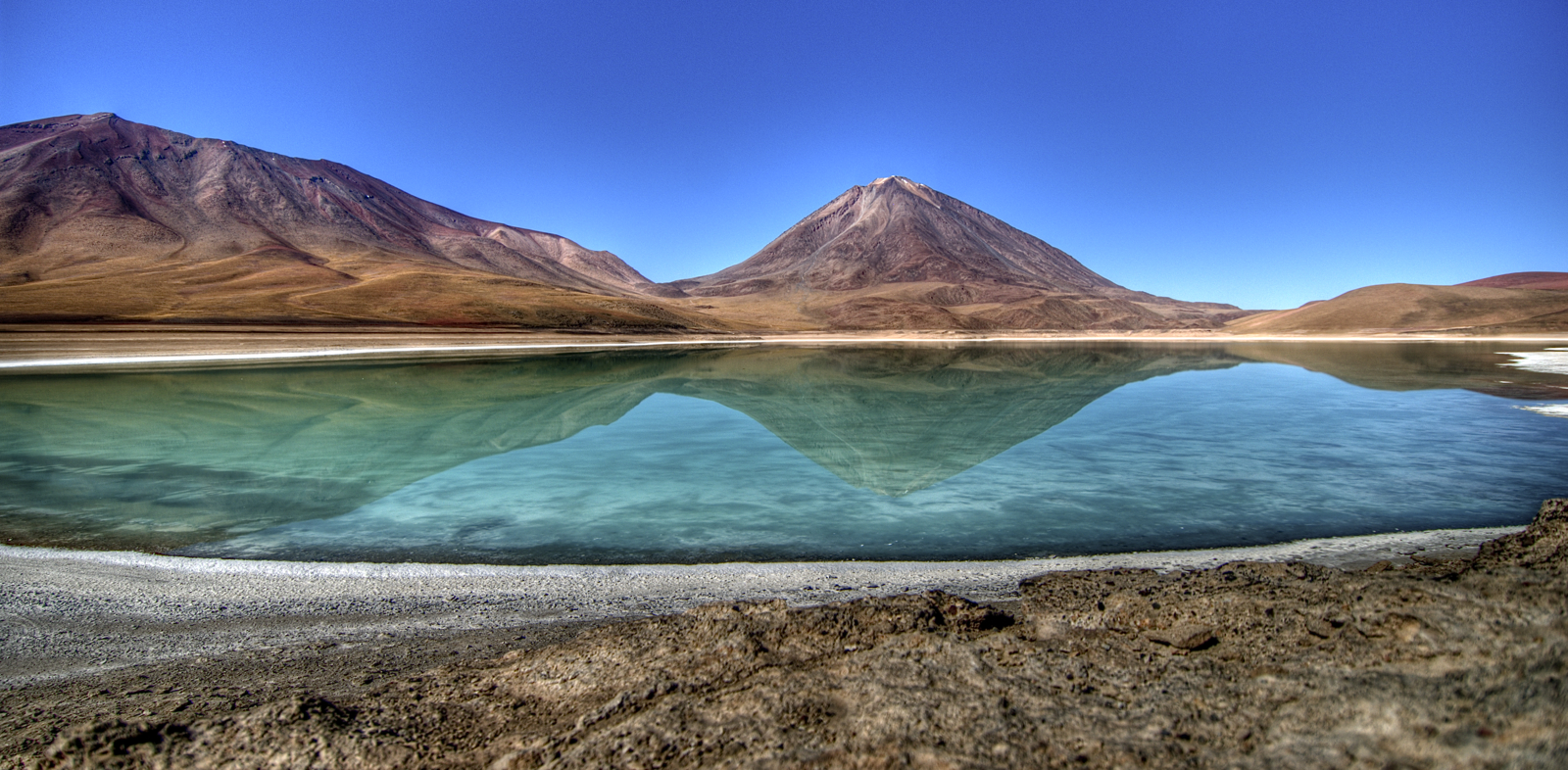
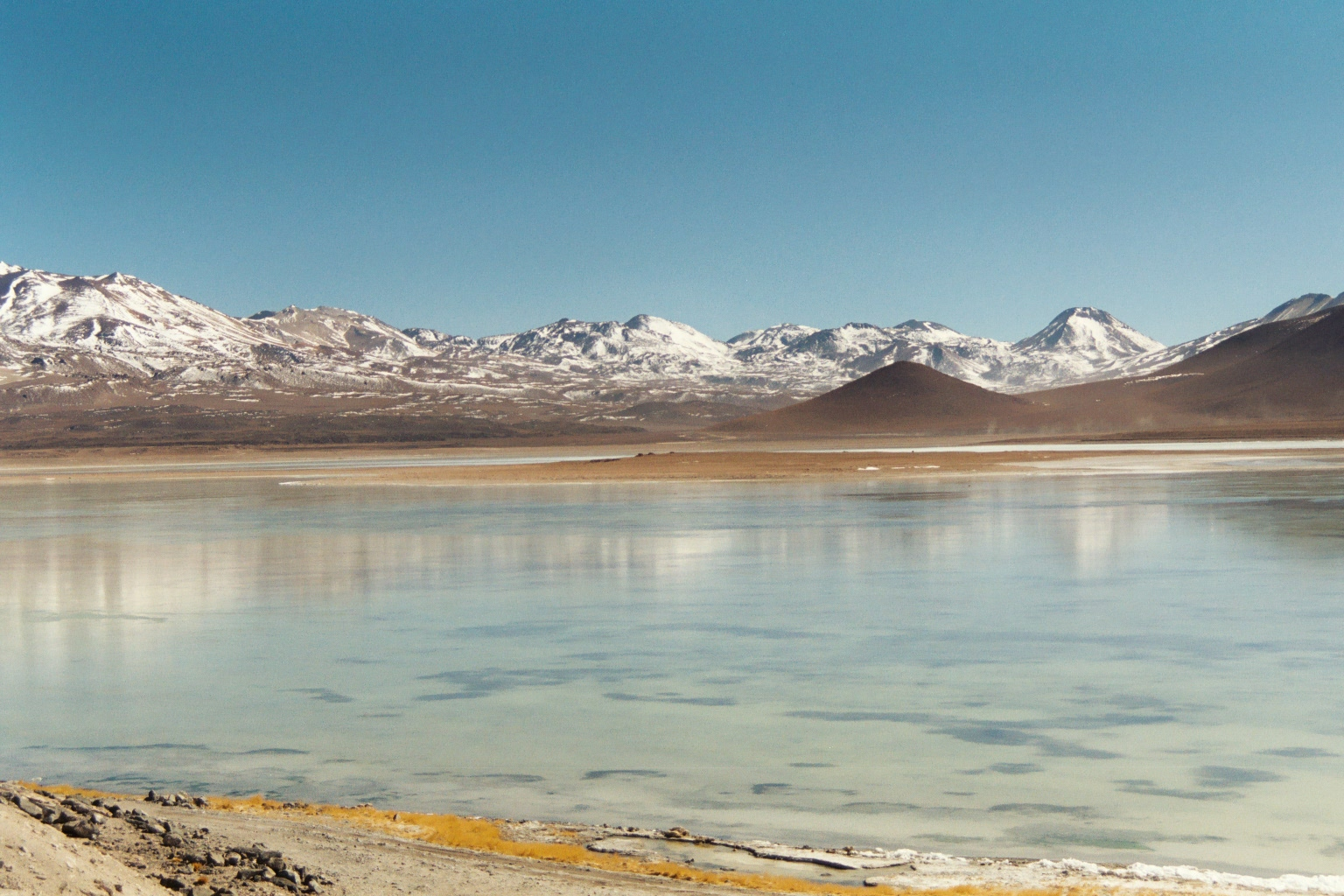

## 같이 보기
- 알티플라노고원